# Bothriocline moramballae
Bothriocline moramballae là một loài thực vật có hoa trong họ Cúc. Loài này được (Oliv. & Hiern) O.Hoffm. mô tả khoa học đầu tiên năm 1895.